# Catharinaklooster (Nijkerk)
Het Sint Catharinaklooster is een voormalig vrouwenklooster aan de Catharinastraat 3 in de Nederlandse stad Nijkerk.

## Begijnhuis
In de 11e, 12e en 13e eeuw werden verschillende kerken gewijd aan Sint Catharina.
Met Sint Catharina, naar wie het klooster is genoemd, wordt bedoeld de legendarische Catharina van Alexandrië. De in 1461 gebouwde Catharinakerk in Nijkerk zou later de Grote Kerk worden genoemd.
In 1452 kocht Aelbert van Dockem in Nijkerk een huis aan de Beekstraat 1 (later Catharinastraat 3). Het gebouw 'Tot behoeft de Susteren, wonende binnen der Vesten, een huijs en hostede op die graffte'. Als onderdeel van het 'St Catharynen Clooster' bood het pand onderdak aan ongehuwde vrouwen en weduwen. Deze zusters van het St. Catharinaklooster hadden als voornaamste taak om voor de zieken en de wezen te zorgen. Daarvoor hadden de vrouwen de beschikking over het naastgelegen eigen ziekenhuis. In 1515 woonden er tien ‘zusters des gemenen levens’ in het klooster. De toegetreden vrouwen hadden afstand gedaan van hun persoonlijke bezittingen waardoor het vermogen van het klooster groeide. Tot de bezittingen van het Catharinaklooster behoorden gronden in de polder Arkemheen maar ook daarbuiten. Het Catharinacomplex strekte zich uit van de Beekstraat tot de hoek van het Verlaat. Bij het klooster hoorde een grote kloostertuin. De Kloostersteeg (de latere Kloosterstraat) was oorspronkelijk een pad door de kloostertuin met in ieder geval aan de zuidzijde een poort. Toen de kloosterzusters, soms aangeduid als begijnen, in de tuin een schuur lieten bouwen die de Breede Beek voor een groot deel overkluisterde, werd door de bewoners van de Langestraat een proces aangespannen. Boven de beek bevindt zich nog een kakhuisje. Bij de overdracht werd bepaald dat de zusters die nog in het klooster woonden in het klooster mochten blijven wonen tot hun dood. In 1593 was het aantal kloosterzusters teruggelopen tot vier, de dames Mary Carsen, Aeltje Brants en Barbara Everts. Zuster Barbara Everts werd in 1611 als laatste non begraven in het koor van de Grote Kerk.
De straatnamen Bagijnenstraat, Kloosterstraat, Catharinastraat, de Pastorie en het Verlaat herinneren nog aan het vroegere Catharinaklooster.

## De Tweede Pastorie
Bij de reformatie kwam een einde aan het bestaan van het Begijnencomplex. Het kloostercomplex bestond bij de verkoop uit het woonhuis van de begijnen, het patershuis, een ziekenhuis, een grote schuur, een flinke lap grond met een bierbrouwerij en een schoenmakerij. Na de reformatie kwam het klooster tijdens de Franse Tijd in het bezit van de Gelderse overheid en stond het jarenlang leeg. Toen er door de pestepidemie veel mensen stierven werd door een aantal vooraanstaande Nijkerkerstraat een fonds opgericht voor de vele weeskinderen waarvan de ouders waren overleden aan de pest. Het fonds maakte de aankoop van het St. Catharinaklooster mogelijk. Het voormalige klooster werd op 2 september 1637 aangekocht ten behoeve van een gereformeerde weeshuis voor een bedrag van 6200 gulden. Een jaar later werd het huis op de hoek van de Catharinastraat en het Verlaat officieel overgedragen aan het weeshuis. Bij de stichting werd bedongen '.. dat het weeshuys sal geregeert worden door ses wesevaers, die de lasten desselfs sullen verdeylen...' Na de reformatie woonde de katholieke pastoor in de Wheem, het oudste huis in Nijkerk, de gereformeerde dominee woonde in het voormalige zusterhuis. De ambtswoning zou later bekend staan als 'De Tweede Pastorie' omdat hier ruim dertig gereformeerde dominees hebben gewoond. Een van die bewoners was Gerardus Kuypers, bekend door de Nijkerkse beroeringen. In de tijd dat de oud-schout Gosen van Corler in het pand woonde zat in de kelder van het gebouw ook een tijdelijke cel waar misdadigers werden opgesloten. De 'tweede hervormde pastorie' bevat nog bouwdelen van het voormalige huis van de 'begijnen'

## Woonhuis
Tot de eerste leken die het pand kochten behoorde de familie Schueler die het pand na 1940 verbouwden tot een woonhuis. De Tweede Pastorie is nog steeds particulier bezit en wordt nog gebruikt door een kerkgenootschap. De sluitsteen op de overkluizing over de Breede Beek stamt uit 1754 en bevat de gebeeldhouwde leeuw van de stad Nijkerk. Anders dan de leeuw op het stadswapen 'kijkt' de afgebeelde leeuw naar rechts.